# Command & Conquer 3: Tiberium Wars
Command & Conquer 3: Tiberium Wars je realtimová strategie vydaná v roce 2007 firmou Electronic Arts, je přímým pokračováním předchozí hry Command & Conquer: Tiberian Sun. Děj je zasazen do roku 2047 kdy je země zamořena smrtícím tibériem a vůdce Bratrstva Nod Kane chystá další útok na proti silám GDI. Hra disponuje třemi zcela rozdílnými hratelnými stranami a příběhy v kampani za jednotlivé strany do sebe zapadají.

## Příběh
Po Druhé tibériové válce se Bratrstvo Nod stáhlo do ústraní a nepodnikalo žádné větší akce, GDI proto uzavřelo řadu svých základen a omezilo výdaje na zbrojení (např. zrušení výroby kráčejícího kolosu Mammoth MK II). Mezitím však vůdce bratrstva Kane sbíral síly připravoval své armády na další válku. Tyto přípravy vyvrcholily roku 2047 útokem na Goddardovo vesmírné centrum, kde se nalézalo řídící středisko protiraketové obrany a následný raketový útok vedený z raketové základny poblíž Káhiry kompletně zničil vesmírnou stanici Philadelphia, kde se právě konala schůzka velitelů GDI. Útok GDI naprosto zaskočil a Bratrstvo následně dobylo velkou část území. Válka však byla pouze zastírací manévr, Kane umístil pod svůj Hlavní chrám v Sarajevu nálož kapalného tibéria, která byla následně odpálena iontovým dělem GDI; výbuch kapalného tibéria znamenal obrovskou katastrofu pro život v již tak zničené krajině jihovýchodní Evropy.
Díky informacím z mimozemského zařízení jménem Tacitus Kane věděl, že exploze upoutá pozornost mimozemské lodi a ta vydá impulz k invazi. Mimozemská rasa Scrinů podnikla invazi na Zemi, byla však zaskočena zarputilostí a silou obránců. Taktika vetřelců měla zpočátku diverzní charakter, útoky na velká centra populace měly odlákat pozornost od stavby gigantických věží (které měly fungovat jako mezihvězdné brány pro armádu a později pro rafinaci a přenášení Tiberia). Velitelé GDI si však brzy uvědomili, jaký význam věže pro vetřelce mají, a zaměřili na ně své útoky. Postupně byly zničeny všechny věže, až na jednu, zde se do hry opět vložilo Bratrstvo Nod a zabránilo silám GDI v jejím zničení. Vojska GDI však mezitím podnikla zničující útok na mimozemský kontrolní uzel a zničila jej (hráč si může vybrat, zda ke zničení kontrolního uzlu použije konvenční prostředky, nebo se uchýlí ke značně kontroverzní bombě z kapalného tibéria). Jednotkám vetřelců tak byla přerušena dodávka energie a to znamenalo konec invaze.

## Jednotky a budovy
Jednotky v C&C 3 jsou velmi různorodé a řada z nich má sekundární schopnosti, mnoho jednotek je možno vylepšit ve vědeckých budovách jako třeba technologická laboratoř. Každá jednotka postupně získává zkušenosti a tím se zlepšují její bojové schopnosti. Oproti předchozím dílům série, jsou pěchotní jednotky trénovány po družstvech, nikoli jednotlivě. Oprava poškozených vozidel je realizována pomocí opravárenských sond, které se nacházejí u každé válečné továrny, k opravě vozidla tedy stačí být poblíž válečné továrny, opravárenské sondy má také jednotka GDI Rig, jedná se o mobilní rozložitelnou bitevní stanici, s možností utočit na pozemní i vzdušné cíle. Další zajímavou jednotkou je kommando, každá ze stran má svou vlastní variantu, kommando GDI je klasický elitní voják vybaven navíc jump packem, kommando NODu je specialistka na skryté operace a disponuje osobním stealth generátorem, scrinský Mastermind je schopen ovládat mysl ostatních jednotek a je schopen teleportovat jednotky přes celou mapu.
Letecké jednotky jsou nejvíce zastoupeny u Scrinů (Storm rider, Planetary assault cruiser, Mothership), na zemi naopak dominuje hrubá síla GDI (Mammoth tank, Juggernaut). jednotky Bratrstva NOD jsou tradičně specializované na zákeřné (sebevražední teroristé) a neviditelné zbraně (stealth tank, Shadow team), nejsilnější jednotkou NODu je bezpochyby bojový robot Avatar. Každá ze stran disponuje také superzbraní, GDI a NOD mají jako v předchozích hrách ze série Iontový kanón a Atomovou raketu, scrinové mají Rift generator, což je v podstatě generátor černé díry.

## Frakce

### Global Defense Initiative - GDI
GDI stojí jako v předchozích dílech série na straně dobra. Území pod kontrolou GDI se nachází převážně v modrých zónách, tedy v místech kde je zamoření tibériem velmi nízké nebo žádné. GDI plní funkci světového obránce míru a jeho hlavním posláním je vymýtit tibérium. V C&C 3 zastává roli hlavního vojenského velitele Generál Jack Granger, zasloužilý veterán z Druhé tibériové války. Nejvyšší velitel je Redmond Boyle, původně zastával roli ministra financí, ale po zničení stanice Philadelphia zůstal jako jediný na živu. V kampani GDI postupně porazí vojska Bratrstva a poté odrazí invazní síly Scrinů, v závěru kampaně přikáže Redmond Boyle použít bombu z kapalného tibéria, čímž se dostane do sporu s generálem Grangerem a je pouze na hráči zda ji použije.

### Bratrstvo NOD
Bratrstvo NOD je něco mezi teroristickou organizací a fundamentálním státem, členové bratrstva obývají většinou žluté zóny (značné zamoření tibériem) a jejich víra spočívá ve využívání tibéria k užitku lidstva a jeho rozšiřování všude po světě. NOD běžně využívá prostředky z tibéria k posílení svých bojovníků a jako zdroj energie. Vůdcem Bratrstva je charismatický Kane, další důležití velitelé v C&C 3 jsou Generál Kilian Qatar a důstojník rozvědky Ajay. Na konci kampaně je bratrstvo sice poraženo, ale podaří se mu získat přístup k věži Scrinů.

### Scrin
Scrini jsou insektoidní mimozemskou rasou, která byla na zem přilákána explozí kapalného tibéria. Jejich technologie je velmi vyspělá. Jsou tvořeni tibériem, jejich jednotky se dokáží léčit v tibériových polích a letecká jednotka Stormrider je velmi efektní v iontové bouři. I přes jejich velkou technologickou vyspělost a moment překvapení, se jim nepodařilo zemi dobýt a museli se stáhnout jedinou dokončenou věží. Scrinové byli přítomni už v Tiberian Sun, kdy na zemi havarovala jejich průzkumná loď a Kane tak měl možnost k prostudování jejich paměťové zařízení - Tacitus. Kampaň za Scriny je dostupná až po dohrání kampaní za GDI a NOD.

## Modifikace
Command and conquer série má stále hodně fanoušků, proto když vývojáři z EA vypustili do světa nástroje pro editaci hry, dalo se čekat, že vzniknou také modifikace. Tak se také stalo a proto si v nynější době můžete vybrat z množství zajímavých modifikací. Za zmínku stojí například dokončený mód The Forgotten, český mód Tiberium Essence (BETA verze), atmosférický Tiberian Sun Rising či další zajímavý mód Mutant’s revenge.

## Engine
Command and Conquer 3: Tiberium Wars používá již postarší engine, který nese název SAGE. Tento engine byl využit již například ve hře The Battle for the Middle Earth 1 a 2. Editor map pro tento engine se vždy jmenuje Worldbuilder.